# 유상 (작가)
유상은 대한민국의 텔레비전 드라마 작가이다. 

## 드라마
- 2021년 MBC 금토 미니시리즈 《검은 태양》... 보조집필
- 2021년 MBC 2부작 금토 미니시리즈 《뫼비우스 : 검은 태양》 ... 집필